# Wayne Black
Wayne Hamilton Black (* 14. November 1973 in Salisbury) ist ein ehemaliger simbabwischer Tennisspieler.

## Leben
Black ist der Bruder des ebenfalls im Doppel erfolgreichen Byron Black und der Tennisspielerin Cara Black. Er konnte während seiner Karriere 18 Titel in Doppelkonkurrenzen erringen und 15 weitere Finals erreichen. Größte Erfolge waren der Gewinn der US Open 2001 und der Australian Open 2005 mit Landsmann Kevin Ullyett. Bereits im Jahr 2000 konnte er erstmals bei den Australian Open ein Grand-Slam-Finale erreichen, unterlag hier jedoch mit Andrew Kratzmann in fünf Sätzen Ellis Ferreira und Rick Leach. Im Mixed konnte er an der Seite seiner Schwester Cara ebenfalls zwei Grand-Slam-Titel erringen. Die beiden waren bei den French Open 2002 und in Wimbledon 2004 erfolgreich. Bei den French Open 2004 mussten sie sich erst im Endspiel geschlagen geben. Black erreichte seine höchste Einzelplatzierung in der Tennis-Weltrangliste mit Rang 69 Ende März 1998. Im Doppel konnte er Ende Januar 2004 Rang 4 erreichen. Er beendete seine Karriere im Anschluss an das Wimbledon-Turnier 2006.
Black absolvierte zwischen 1992 und 2005 49 Einzel- sowie 28 Doppelpartien für die simbabwische Davis-Cup-Mannschaft. Sein größter Erfolg mit der Mannschaft war die Teilnahme am Viertelfinale der Weltgruppe 1998. Bei der 0:5-Niederlage gegen Italien gab er beide Einzel sowie an der Seite seines Bruders Byron auch das Doppel ab.

## Erfolge
| Legende (Anzahl der Siege)                           |
| Grand Slam (4)                                       |
| Tennis Masters Cup                                   |
| Mercedes-Benz Super 9 ATP Masters Series (5)         |
| ATP International Series Gold ATP World Tour 500 (1) |
| ATP International Series ATP World Tour 250 (10)     |

| Titel nach Belag |
| Hartplatz (14)   |
| Sand (3)         |
| Rasen (2)        |
| Teppich (1)      |

### Doppel

#### Turniersiege
| Nr. | Datum            | Turnier         | Belag         | Partner       | Finalgegner                         | Ergebnis         |
| --- | ---------------- | --------------- | ------------- | ------------- | ----------------------------------- | ---------------- |
| 01. | 15. Februar 1999 | Dubai           | Hartplatz     | Sandon Stolle | David Adams John-Laffnie de Jager   | 4:6, 6:1, 6:2    |
| 02. | 15. März 1999    | Indian Wells    | Hartplatz     | Sandon Stolle | Ellis Ferreira Rick Leach           | 6:3, 6:4         |
| 03. | 29. März 1999    | Miami           | Hartplatz     | Sandon Stolle | Boris Becker Jan-Michael Gambill    | 6:4, 7:6         |
| 04. | 9. Oktober 2000  | Hongkong        | Hartplatz     | Kevin Ullyett | Dominik Hrbatý David Prinosil       | 6:1, 6:2         |
| 05. | 8. Januar 2001   | Chennai         | Hartplatz     | Byron Black   | Barry Cowan Mosé Navarra            | 6:4, 6:3         |
| 06. | 19. Februar 2001 | Kopenhagen      | Hartplatz (i) | Kevin Ullyett | Jiří Novák David Rikl               | 6:3, 6:3         |
| 07. | 9. Oktober 2001  | US Open         | Hartplatz     | Kevin Ullyett | Donald Johnson Jared Palmer         | 7:6, 2:6, 6:3    |
| 08. | 7. Januar 2002   | Adelaide        | Hartplatz     | Kevin Ullyett | Bob Bryan Mike Bryan                | 7:5, 6:2         |
| 09. | 4. März 2002     | San José        | Hartplatz (i) | Kevin Ullyett | John-Laffnie de Jager Robbie Koenig | 6:3, 4:6, [10:5] |
| 10. | 17. Juni 2002    | Queen’s Club    | Rasen         | Kevin Ullyett | Mahesh Bhupathi Maks Mirny          | 7:6, 3:6, 6:3    |
| 11. | 19. August 2002  | Washington D.C. | Hartplatz     | Kevin Ullyett | Bob Bryan Mike Bryan                | 7:6, 4:6, 6:3    |
| 12. | 14. Oktober 2002 | Lyon            | Teppich (i)   | Kevin Ullyett | Mark Knowles Daniel Nestor          | 6:4, 3:6, 7:6    |
| 13. | 28. Oktober 2002 | Stockholm       | Hartplatz (i) | Kevin Ullyett | Wayne Arthurs Paul Hanley           | 6:4, 2:6, 7:6    |
| 14. | 5. Mai 2003      | München         | Sand          | Kevin Ullyett | Joshua Eagle Jared Palmer           | 6:3, 7:5         |
| 15. | 5. April 2004    | Miami (2)       | Hartplatz     | Kevin Ullyett | Jonas Björkman Todd Woodbridge      | 6:2, 7:6         |
| 16. | 17. Mai 2004     | Hamburg         | Sand          | Kevin Ullyett | Bob Bryan Mike Bryan                | 6:1, 6:2         |
| 17. | 31. Januar 2005  | Australian Open | Hartplatz     | Kevin Ullyett | Bob Bryan Mike Bryan                | 6:4, 6:4         |
| 18. | 15. August 2005  | Montreal        | Hartplatz     | Kevin Ullyett | Jonathan Erlich Andy Ram            | 7:6, 6:4         |

### Mixed
| Nr. | Datum         | Turnier     | Belag | Partnerin  | Finalgegner                  | Ergebnis      |
| --- | ------------- | ----------- | ----- | ---------- | ---------------------------- | ------------- |
| 1.  | 10. Juni 2002 | French Open | Sand  | Cara Black | Mark Knowles Jelena Bowina   | 6:3, 6:3      |
| 2.  | 4. Juli 2004  | Wimbledon   | Rasen | Cara Black | Todd Woodbridge Alicia Molik | 3:6, 7:6, 6:4 |

## Abschneiden bei bedeutenden Turnieren

### Doppel
Die Tabelle listet die Ergebnisse der Grand-Slam-Turniere, der ATP Finals, der Olympischen Spiele, des Davis Cups und der Masters-Turniere auf.
| Turnier           | 2006 | 2005 | 2004 | 2003 | 2002 | 2001 | 2000 | 1999 | 1998 | 1997 | 1996 | 1995 | 1994 | Karriere |
| ----------------- | ---- | ---- | ---- | ---- | ---- | ---- | ---- | ---- | ---- | ---- | ---- | ---- | ---- | -------- |
| Australian Open   | —    | S    | VF   | AF   | VF   | VF   | F    | AF   | 2    | —    | 1    | —    | —    | 1 × S    |
| French Open       | —    | 1    | VF   | 2    | AF   | AF   | 2    | AF   | AF   | AF   | 1    | —    | —    | 1 × VF   |
| Wimbledon         | 1    | HF   | VF   | AF   | 2    | 1    | 1    | VF   | HF   | HF   | 1    | —    | —    | 3 × HF   |
| US Open           | —    | HF   | VF   | AF   | VF   | S    | 1    | VF   | 1    | HF   | —    | —    | —    | 1 × S    |
| ATP Finals        | —    | HF   | F    | —    | —    | —    | —    | HF   | —    | —    | —    | —    | —    | 1 × F    |
| Indian Wells      | —    | VF   | F    | —    | VF   | 1    | AF   | S    | 1    | —    | —    | —    | 1    | 1 × S    |
| Miami             | —    | F    | S    | AF   | AF   | AF   | 2    | —    | AF   | —    | —    | —    | —    | 1 × S    |
| Monte Carlo       | —    | —    | —    | —    | —    | —    | —    | —    | —    | —    | —    | —    | —    | —        |
| Madrid            | —    | HF   | —    | F    | AF   |      |      |      |      |      |      |      |      | 1 × F    |
| Rom               | —    | AF   | VF   | AF   | F    | 1    | 1    | 1    | —    | —    | —    | —    | —    | 1 × F    |
| Hamburg           | —    | AF   | S    | AF   | 1    | AF   | 1    | —    | —    | —    | —    | —    | —    | 1 × S    |
| Kanada            | —    | S    | AF   | 1    | AF   | AF   | —    | AF   | VF   | —    | —    | —    | —    | 1 × S    |
| Cincinnati        | —    | F    | AF   | 1    | AF   | 1    | 1    | VF   | VF   | —    | —    | AF   | —    | 1 × F    |
| Stockholm         |      |      |      |      |      |      |      |      |      |      |      |      | —    | —        |
| Essen             |      |      |      |      |      |      |      |      |      |      |      | —    |      | —        |
| Stuttgart         |      |      |      |      |      | AF   | —    | —    | —    | AF   | —    |      |      | 2 × AF   |
| Paris             | —    | HF   | F    | VF   | AF   | HF   | —    | AF   | 1    | 1    | —    | 1    | —    | 1 × F    |
| Olympische Spiele |      |      | VF   |      |      |      | 1    |      |      |      | AF   |      |      | 1 × VF   |
| Davis Cup         | —    | —    | —    | —    | PO   | —    | 1    | 1    | VF   | PO   | —    | PO   | —    | 1 × VF   |

Zeichenerklärung: S = Turniersieg; F, HF, VF, AF = Einzug ins Finale, Halb-, Viertel-, Achtelfinale; 1, 2, 3 = Ausscheiden in der 1., 2., 3. Haupt- / Finalrunde; Q1, Q2, Q3 = Ausscheiden in der 1., 2. 3. Qualifikationsrunde; RR = Round Robin (Gruppenphase); nicht ausgetragen oder andere Kategorie; PO (Playoff), P2 = Auf-/Abstiegsrunde zur Weltgruppe I/II im Davis Cup; W2 = Teilnahme in der Weltgruppe II